# Peter Franz Mittag
Peter Franz Mittag (* 23. März 1966 in Eschwege) ist ein deutscher Althistoriker und Numismatiker.
Mittag studierte 1989 bis 1993 die Fächer Alte Geschichte, Klassische Archäologie und Rechtswissenschaften an der Universität Freiburg. Anschließend war er 1993 bis 1996 Mitglied des Graduiertenkollegs „Vergangenheitsbezug antiker Gegenwarten“ und wurde am 5. Juli 1996 mit einer von Jochen Martin betreuten Arbeit unter dem Titel Alte Köpfe in neuen Händen. Urheber und Funktion der Kontorniaten. Versuch einer historischen Deutung promoviert.
Als numismatischer Mitarbeiter arbeitete er anschließend zwischen 1996 und 1997 am Römisch-Germanischen Museum in Köln. 1997 bis 1998 gewährte ihm die Deutsche Forschungsgemeinschaft ein Postdoktorandenstipendium zur historischen Interpretation römischer Medaillons. Als wissenschaftlicher Assistent kehrte er 1998 an die Universität Freiburg zurück und arbeitete wieder am dortigen Seminar für Alte Geschichte, wo er bis 2004 blieb. In dieser Zeit nahm er auch eine Gastdozentur am Eskiçag dilleri ve kültürleri bölümü an der Akdeniz Üniversitesi in Antalya wahr. Im Sommersemester 2004 wurde er mit einer Arbeit über die Politik Antiochos’ IV. Epiphanes habilitiert. Im Folgejahr war er Heisenbergstipendiat und vertrat eine Professur für Alte Geschichte an der Universität Köln (zuvor Michael Zahrnt). Seit dem 1. Dezember 2005 hat er eine W2-Professur für Alte Geschichte an der Universität zu Köln inne.
Mittag forscht aktuell zu den lokalen Eliten im Hellenismus und unternimmt einen von der Deutschen Forschungsgemeinschaft geförderten Versuch einer Rekonstruktion der Geschichte Baktriens.

## Schriften
- Alte Köpfe in neuen Händen. Urheber und Funktion der Kontorniaten (= Antiquitas. Reihe 3: Abhandlungen zur Vor- und Frühgeschichte, zur klassischen und provinzial-römischen Archäologie und zur Geschichte des Altertums. Bd. 38). Habelt, Bonn 1999, ISBN 3-7749-2885-1 (Zugleich: Freiburg (Breisgau), Universität, Dissertation, 1996).
- Antiochos IV. Epiphanes. Eine politische Biographie (= Klio Beihefte NF Bd. 11). Akademie-Verlag, Berlin 2006, ISBN 3-05-004205-2 (Zugleich: Freiburg (Breisgau), Universität, Habilitations-Schrift, 2004).
- Römische Medaillons. Caesar bis Hadrian. Steiner, Stuttgart 2010, ISBN 978-3-515-09699-7.
- Griechische Numismatik. Eine Einführung. Verlag Antike, Heidelberg 2016, ISBN 978-3-938032-85-5.
- Römische Medaillons. Antoninus Pius. Steiner, Stuttgart 2019, ISBN 978-3-515-12429-4.
- Geschichte des Hellenismus (= Oldenbourg Grundriss der Geschichte. Band 51). de Gruyter, Berlin/Boston 2023, ISBN 978-3-11-064859-1.
- Römische Medaillons. Marcus Aurelius und Lucius Verus. Steiner, Stuttgart 2024, ISBN 978-3-515-13682-2.